# 최선희
최선희(崔善姬, 1964년 8월 10일 ~ )는 조선민주주의인민공화국의 외교관이며 조선민주주의인민공화국 국무위원회 위원이자 정치인이다.

## 생애

### 초기 활동
조선민주주의인민공화국 내각 부총리였던 최영림의 수양딸로 받아졌고, 이후 평양에서 유년기를 보내다가 중국, 오스트리아 및 몰타에서 중고등학교 시절을 보냈다고 한다. 해외 유학 시절의 경험과 지식으로 영어를 수준급으로 구사하며, 서방 세계와 서방 외교를 잘 알고 있다고 한다.

### 외무성 입각
1988년 조선민주주의인민공화국 외무성에 입부하였다. 2003년부터 2008년까지 진행된 6자 회담에서 북측 수석 대표의 통역을 맡았다. 이후 2010년에 외무성 북아메리카국 부국장으로 발탁되었으며, 같은 해에 6자 회담 북측 차석대표로 다시 모습을 보였다. 그리고 2016년에는 부국장에서 국장으로 승진하였으며, 2018년에는 외무성 북아메리카국 부상으로 승진하였다.
2018년 북미정상회담 성사 과정에서 본인의 성명을 발표하는 한편 성 김 필리핀 주재 미국 대사와 지속적인 실무회담을 가졌다. 2018년 7월 1일에는 판문점에서 다시 성 김 대사와 실무회담을 가진 것으로 파악된다.

## 약력
- 1988년: 조선민주주의인민공화국 외무성 입부
- 2003년 ~ 2008년: 6자 회담 북측 수석대표 통역
- 2010년: 외무성 북아메리카국 부국장
- 2010년 7월: 6자 회담 북측 차석대표
- 2016년: 외무성 북아메리카국 국장
- 2018년: 외무성 북아메리카국 부상
- 2019년: 외무성 제1부상
- 2022년: 외무상

| 전임 한성렬 | 조선민주주의인민공화국 외무성 북아메리카국 부상 2018년 6월 ~ 2019년 4월 | 후임 리태성 |

| 전임 리선권 | 조선민주주의인민공화국의 외무상 2022년 6월 ~ 현재 | 후임 현직 |

## 같이 보기
- 조선민주주의인민공화국의 대외 관계
- 김경희 (김일성의 딸)
- 김설송
- 김성혜 (1965년)
- 김여정
- 로성실
- 조선민주주의인민공화국의 여성